# Badminton-Europameisterschaft 1976
Die 5. Badminton-Europameisterschaft fand im Fitzwilliam Club in Dublin vom 6. April bis zum 7. April 1976 statt und wurde von der European Badminton Union und der Badminton Union of Ireland ausgerichtet.

## Medaillengewinner
| Disziplin    | Gold | Silber | Bronze |
| ------------ | --- | --- | --- |
| Herreneinzel | Flemming Delfs                                                                                                   | Elo Hansen | Wolfgang Bochow                                                                                                |
| Herreneinzel | Flemming Delfs                                                                                                   | Elo Hansen | Paul Whetnall                                                                                                  |
| Dameneinzel  | Gillian Gilks | Lene Køppen | Susan Whetnall                                                                                                 |
| Dameneinzel  | Gillian Gilks | Lene Køppen | Margaret Lockwood                                                                                              |
| Herrendoppel | Ray Stevens Mike Tredgett                                                                                        | Derek Talbot Eddy Sutton | Willi Braun Roland Maywald                                                                                     |
| Herrendoppel | Ray Stevens Mike Tredgett                                                                                        | Derek Talbot Eddy Sutton | Bengt Fröman Thomas Kihlström                                                                                  |
| Damendoppel  | Gillian Gilks Susan Whetnall                                                                                     | Margaret Lockwood Nora Gardner | Karin Kucki Vera Winter                                                                                        |
| Damendoppel  | Gillian Gilks Susan Whetnall                                                                                     | Margaret Lockwood Nora Gardner | Joanna Flockhart Christine Stewart                                                                             |
| Mixed        | Derek Talbot Gillian Gilks                                                                                       | Steen Skovgaard Lene Køppen | Rob Ridder Marjan Luesken                                                                                      |
| Mixed        | Derek Talbot Gillian Gilks                                                                                       | Steen Skovgaard Lene Køppen | Mike Tredgett Nora Gardner                                                                                     |
| Teams        | Dänemark Flemming Delfs Elo Hansen Steen Skovgaard Lonny Bostofte Jette Føge Lene Køppen Susanne Mølgaard Hansen | England Ray Stevens Eddy Sutton Derek Talbot Mike Tredgett Paul Whetnall Nora Gardner Barbara Giles Gillian Gilks Margaret Lockwood Susan Whetnall | Schweden Mats Andersson Bengt Fröman Sture Johnsson Thomas Kihlström Lars Wengberg Anette Börjesson Eva Stuart |

## Halbfinalresultate
| Disziplin    | Sieger                         | Finalist                           | Ergebnis          |
| ------------ | ------------------------------ | ---------------------------------- | ----------------- |
| Herreneinzel | Elo Hansen                     | Wolfgang Bochow                    | 9–15, 15–9, 15–8  |
| Herreneinzel | Flemming Delfs                 | Paul Whetnall                      | 15–9, 15–7        |
| Dameneinzel  | Gillian Gilks                  | Susan Whetnall                     | 11–5, 11–2        |
| Dameneinzel  | Lene Køppen                    | Margaret Lockwood                  | 11–5, 11–5        |
| Herrendoppel | Ray Stevens Mike Tredgett      | Willi Braun Roland Maywald         | 15–9, 15–17, 15–9 |
| Herrendoppel | Derek Talbot Eddy Sutton       | Bengt Fröman Thomas Kihlström      | 15–13, 15–9       |
| Damendoppel  | Gillian Gilks Susan Whetnall   | Karin Kucki Vera Winter            | 15–7, 15–6        |
| Damendoppel  | Nora Gardner Margaret Lockwood | Joanna Flockhart Christine Stewart | 15–7, 15–8        |
| Mixed        | Derek Talbot Gillian Gilks     | Rob Ridder Marjan Luesken          | 15–7, 15–12       |
| Mixed        | Steen Skovgaard Lene Køppen    | Mike Tredgett Nora Gardner         | 9–15, 15–7, 15–4  |

## Finalresultate
| Disziplin    | Sieger                       | Finalist                       | Ergebnis           |
| ------------ | ---------------------------- | ------------------------------ | ------------------ |
| Herreneinzel | Flemming Delfs               | Elo Hansen                     | 15–4, 15–7         |
| Dameneinzel  | Gillian Gilks                | Lene Køppen                    | 11–6, 12–11        |
| Herrendoppel | Mike Tredgett Ray Stevens    | Derek Talbot Eddy Sutton       | 13–15, 15–12, 15–6 |
| Damendoppel  | Gillian Gilks Susan Whetnall | Margaret Lockwood Nora Gardner | 15–8, 15–4         |
| Mixed        | Derek Talbot Gillian Gilks   | Steen Skovgaard Lene Køppen    | 6–15, 15–12, 17–15 |

## Mannschaften

### Gruppe 1
| Pos. | Team           | W | L | MF | MA\| | MD | Pts. | Qualifikation |
| ---- | -------------- | - | - | -- | ---- | -- | ---- | ------------- |
| 1    | Dänemark       | 2 | 1 | 9  | 6    | +3 | 3    | Champions     |
| 2    | England        | 2 | 1 | 9  | 6    | +3 | 2    | Finalist      |
| 3    | Schweden       | 2 | 1 | 7  | 8    | −1 | 1    | 3.            |
| 4    | BR Deutschland | 0 | 3 | 5  | 10   | −5 | 0    | R             |

### Gruppe 2
| Pos. | Team        | W | L | MF | MA\| | MD | Pts. | Qualifikation |
| ---- | ----------- | - | - | -- | ---- | -- | ---- | ------------- |
| 1    | Niederlande | 3 | 0 | 12 | 3    | +9 | 3    | Q             |
| 2    | Schottland  | 2 | 1 | 8  | 7    | +1 | 2    |               |
| 3    | Sowjetunion | 1 | 2 | 7  | 8    | −1 | 1    |               |
| 4    | Wales       | 0 | 3 | 3  | 12   | −9 | 0    | Q             |

### Gruppe 3
| Pos. | Team       | W | L | MF | MA\| | MD  | Pts. | Qualifikation |
| ---- | ---------- | - | - | -- | ---- | --- | ---- | ------------- |
| 1    | Irland     | 4 | 0 | 18 | 2    | +16 | 4    | Q             |
| 2    | Norwegen   | 3 | 1 | 16 | 4    | +12 | 3    |               |
| 3    | Österreich | 2 | 2 | 10 | 10   | 0   | 2    |               |
| 4    | Schweiz    | 1 | 3 | 5  | 15   | −10 | 1    |               |
| 5    | Belgien    | 0 | 3 | 1  | 19   | −18 | 0    |               |

#### Ergebnisse
| Team 1     | Score | Team 2     |
| ---------- | ----- | ---------- |
| Irland     | 5–0   | Österreich |
| Norwegen   | 5–0   | Belgien    |
| Irland     | 5–0   | Belgien    |
| Österreich | 4–1   | Schweiz    |
| Norwegen   | 5–0   | Schweiz    |
| Irland     | 3–2   | Norwegen   |
| Österreich | 5–0   | Belgien    |
| Norwegen   | 4–1   | Österreich |
| Irland     | 3–2   | Schweiz    |
| Schweiz    | 4–1   | Belgien    |

### Endstand
- 1.  Dänemark
- 2.  England
- 3.  Schweden
- 4.  Niederlande
- 5.  Deutschland
- 6.  Schottland
- 7.  Sowjetunion
- 8.  Irland
- 9.  Wales
- 10.  Norwegen
- 11.  Österreich
- 12.  Schweiz
- 13.  Belgien

## Medaillenspiegel
| Pos. | Land           | Gold | Silber | Bronze | Total |
| ---- | -------------- | ---- | ------ | ------ | ----- |
| 1    | England        | 4    | 3      | 4      | 11    |
| 2    | Dänemark       | 2    | 3      | 0      | 5     |
| 3    | BR Deutschland | 0    | 0      | 3      | 3     |
| 4    | Schweden       | 0    | 0      | 2      | 2     |
| 5    | Schottland     | 0    | 0      | 1      | 1     |
| 5    | Niederlande    | 0    | 0      | 1      | 1     |